# 佩拉希伊夫卡 (巴什坦卡區)
佩拉吉伊夫卡（烏克蘭語：Пелагіївка），是烏克蘭的村落，位於該國南部尼古拉耶夫州，由巴什坦卡區負責管轄，面積0.23平方公里，2001年人口57，人口密度每平方公里247.8人。